# 阿斯卡里·米爾札
穆罕默德·阿斯卡里·米爾札（1516年—1557年10月5日），通稱阿斯卡里，是莫臥兒帝國奠基人巴布爾和古爾魯哈別姬的兒子。他也是一名將領，曾參加父親征服印度的戰爭，後被任命為森珀尔總督，由1531年統治至1554年，在1557年去世，當時正前往麥加朝覲。